# Austin Lingo
Austin Lingo (Mesquite, Texas; 10 de julio de 1994) es un artista marcial mixto estadounidense que compite en la división de peso pluma de Ultimate Fighting Championship.

## Primeros años
Lingo comenzó a entrenar en artes marciales a una edad temprana después de que su padre descubriera que había estado involucrado en una pelea callejera. Lingo empezó a boxear, además de entrenar taekwondo, kick boxing y Muay Thai. Se aficionó tanto a este último que cruzó el mundo para entrenar en la cuna del Muay Thai, Tailandia.

## Carrera en las artes marciales mixtas

### Carrera temprana
En su debut en las MMA en el evento LFA 16 de Legacy Fighting Alliance, derrotó a Charles Williams por decisión unánime. Lingo sometió a Josh Foster en la primera ronda a través de la guillotina en Xtreme Knockout 39. Luego, en su segunda salida con Legacy Fighting Alliance en LFA 33, derrotó a Omar Benjar por TKO en el primer asalto. Lingo derrotó a Phil González por decisión unánime en LFA 40. En LFA 55, noqueó a Aaron Webb en el primer asalto. En su siguiente aparición con Legacy Fighting Alliance, en LFA 62, Lingo noqueó a Ángel Cruz por estrangulamiento en el primer asalto. En la LFA 73, Lingo se enfrentó a Solo Hatley Jr. y lo derrotó por nocaut a los 25 segundos del combate.

### Ultimate Fighting Championship
En su debut en la promoción, Lingo se enfrentó al también debutante Youssef Zalal el 8 de febrero de 2020 en UFC 247. Perdió el combate por decisión unánime.
Lingo se enfrentó a Jacob Kilburn el 16 de enero de 2021 en UFC on ABC: Holloway vs. Kattar. Ganó el combate de forma convincente por decisión unánime.
Lingo se enfrentó a Luis Saldaña el 21 de agosto de 2021 en UFC on ESPN: Cannonier vs. Gastelum. Ganó el combate por decisión unánime.

## Récord en artes marciales mixtas
| Resultado | Récord | Oponente         | Método                                         | Evento                              | Fecha                   | Ronda | Tiempo | Localización      | Notas                                  |
| --------- | ------ | ---------------- | ---------------------------------------------- | ----------------------------------- | ----------------------- | ----- | ------ | ----------------- | -------------------------------------- |
| Victoria  | 9-1    | Luis Saldaña     | Decisión (unánime)                             | UFC on ESPN: Cannonier vs. Gastelum | 21 de agosto de 2021    | 3     | 5:00   | Las Vegas, Nevada |                                        |
| Victoria  | 8-1    | Jacob Kilburn    | Decisión (unánime)                             | UFC on ABC: Holloway vs. Kattar     | 16 de enero de 2021     | 3     | 5:00   | Abu Dhabi         |                                        |
| Derrota   | 7-1    | Youssef Zalal    | Decisión (unánime)                             | UFC 247                             | 8 de febrero de 2020    | 3     | 5:00   | Houston, Texas    |                                        |
| Victoria  | 7-0    | Solo Hatley Jr.  | KO (puñetazos)                                 | LFA 73                              | 2 de agosto de 2019     | 1     | 0:25   | Dallas, Texas     |                                        |
| Victoria  | 6-0    | Ángel Luis Cruz  | Sumisión técnica (estrangulamiento por detrás) | LFA 62                              | 22 de marzo de 2019     | 1     | 0:25   | Dallas, Texas     | Combate de peso acordado (150 libras). |
| Victoria  | 5-0    | Aaron Webb       | KO (puñetazos)                                 | LFA 55                              | 30 de noviembre de 2018 | 1     | 0:13   | Dallas, Texas     |                                        |
| Victoria  | 4-0    | Phil Gonzalez    | Decisión (unánime)                             | LFA 40                              | 25 de mayo de 2018      | 3     | 5:00   | Dallas, Texas     |                                        |
| Victoria  | 3-0    | Omar Benjar      | TKO (puñetazos)                                | LFA 33                              | 16 de febrero de 2018   | 1     | 1:26   | Dallas, Texas     |                                        |
| Victoria  | 2-0    | Adam Dyczka      | Sumisión (estrangulamiento por guillotina)     | XKO 39                              | 6 de enero de 2018      | 1     | 0:35   | Dallas, Texas     | Debut en el peso pluma.                |
| Victoria  | 1-0    | Charles Williams | Decisión (unánime)                             | LFA 16                              | 14 de julio de 2017     | 3     | 5:00   | Dallas, Texas     | Combate de peso acordado (150 libras). |